# Taissy
Taissy är en kommun i departementet Marne i regionen Grand Est (tidigare regionen Champagne-Ardenne) i nordöstra Frankrike. Kommunen ligger i kantonen Reims 7e Canton som tillhör arrondissementet Reims. År 2022 hade Taissy 2 202 invånare.

## Befolkningsutveckling
Antalet invånare i kommunen Taissy
| Referens: INSEE |